# Partido de los Trabajadores de Gran Bretaña
El Partido de los Trabajadores de Gran Bretaña (en inglés: Workers Party of Britain, WPB) es un partido político populista de izquierda británico, formado en diciembre de 2019 y dirigido por George Galloway, miembro del Parlamento por Rochdale desde una elección parcial de 2024.

## Historia
El Partido de los Trabajadores de Gran Bretaña se fundó en respuesta a la aplastante derrota del Partido Laborista en las elecciones generales del Reino Unido de 2019 y a la renuncia de Jeremy Corbyn como líder del Partido Laborista. Se formó con el compromiso de "defender los logros del pueblo de Gran Bretaña".
El WPB disputó su primer escaño parlamentario en las elecciones parciales de Batley y Spen de 2021, con Galloway como su candidato. Galloway obtuvo 8.264 votos (21,9 %) y quedó en tercer lugar. Galloway concentró su campaña en los temas de los territorios palestinos, el conflicto de Cachemira o las críticas al líder laborista Keir Starmer, entre otros. La campaña recibió una considerable atención de los medios de comunicación debido a incidentes producidos durante sus últimos días.
En julio de 2023, el exdiputado laborista Chris Williamson se unió al WPB. El partido ha defendido a Williamson, que fue suspendido del Partido Laborista por sus comentarios sobre las acusaciones de antisemitismo en el Partido Laborista, y a Ken Livingstone, que dejó el partido tras acusaciones de antisemitismo.
En el Congreso del partido en diciembre de 2023, Galloway fue reelegido líder del partido. Se eligieron tres líderes adjuntos: Chris Williamson, Andy Hudd (vicepresidente de la ASLEF) y Peter Ford (el ex embajador en Baréin y Siria).
El 29 de febrero de 2024, Galloway ganó la elección parcial de Rochdale de 2024. La guerra entre Israel y Gaza dominó la campaña. En su discurso electoral, Galloway dijo: "Keir Starmer, esto es para Gaza. Pagarás un alto precio por el papel que has desempeñado en la habilitación, el estímulo y la cobertura de la catástrofe que se está llevando a cabo actualmente en la Palestina ocupada, en la Franja de Gaza". Galloway ganó casi el 40 % de los votos y revocó la mayoría laborista anterior.

## Ideología
El partido se describe a sí mismo como "económicamente radical con una política exterior independiente" y "inequívocamente comprometido con la política de clases". Ha expresado su apoyo a una economía planificada. En mayo de 2021, Galloway describió el partido como "la alternativa patriótica de la clase trabajadora al falso laborismo antibritánico". El partido también es crítico con la pertenencia a la OTAN, abogando por una retirada.
La plataforma del partido se ha esbozado en su plan de 10 puntos, en el que aboga por la "reconstrucción de la industria británica", la "vivienda decente" universal, el transporte público "gratuito o barato" y el fin de las listas de espera del NHS. Aboga por un referéndum sobre políticas de cero neto y defiende a los estados marxistas-leninistas de China, Cuba y la antigua URSS.
El líder y fundador del partido, George Galloway, se ha descrito a sí mismo como socialmente conservador. El partido en sí también se ha definido como la adopción del conservadurismo social.